# Serviço de Reconciliação de Ação para a Paz
O Serviço de Reconciliação de Ação para a Paz é uma organização de paz alemã fundada para enfrentar o legado do nazismo.
O Serviço de Reconciliação de Ação pela Paz (alemão: Aktion Sühnezeichen Friedensdienste, ou ASF) foi fundado em 1958 pelo sínodo da Igreja Evangélica na Alemanha, impulsionado pelos esforços de Lothar Kreyssig. Foi motivado pelo reconhecimento de culpa que os alemães tiveram que enfrentar no final da Segunda Guerra Mundial e da Era Nazista.
O Serviço de Ação Reconciliação para a Paz (ARSP) é conhecido especialmente pelos seus programas internacionais de voluntariado e pela organização de campos de trabalho na Europa Ocidental e Oriental. Todos os anos, a ARSP envia aproximadamente 180 voluntários para países que sofreram sob a ocupação alemã durante a Segunda Guerra Mundial: Bélgica, França, Reino Unido, Grécia, Países Baixos, Rússia, Polónia, República Checa, Bielorrússia e Ucrânia. Eles também trabalham em Israel e nos Estados Unidos porque muitos sobreviventes do Holocausto fugiram ou imigraram para estes países.

## Prémios
- Medalha Buber-Rosenzweig, 1993
- Prémio Marion Samuel, 2001
- Prémio Hans Ehrenberg, 2006

## Associações
- Alemanha: Aktionsgemeinschaft Dienst für den Frieden ("Serviço de Ação Comunal pela Liberdade")
- EUA: Conselho de Agências de Voluntariado Religioso, (CRVA)

## Ex-voluntários notáveis da ARSP
- Christoph Heubner, autor alemão e vice-presidente executivo do Comité Internacional de Auschwitz
- Thomas Lutz, gerente da Fundação Topografia do Terror, Berlim; ex-bolsista do Museu Memorial do Holocausto dos Estados Unidos
- Andreas Maislinger, historiador e cientista político austríaco, fundador do Serviço Memorial do Holocausto Austríaco
- Thomas Oppermann, político alemão, membro do Bundestag, (SPD)
- Joachim Schlör, professor de relações judaicas/não-judaicas modernas e chefe do Instituto Parkes, Universidade de Southampton
- Robert Thalheim, diretor e roteirista alemão, And Along Come Tourists